# Ich własna liga
Ich własna liga (ang. A League of Their Own) – amerykańska komedia sportowa z 1992 roku w reżyserii Penny Marshall.

## Fabuła
Rok 1943, trwa II wojna światowa. Powoływani do wojska są też zawodnicy baseballa – narodowego sportu Amerykanów. Ich brak powoduje zanik zainteresowania tym sportem. W końcu menedżerowie wpadają na pomysł zorganizowania żeńskiej ligi tego sportu. Mają być nie tylko utalentowane, ale i piękne, by przyciągnąć kibiców. Wśród menedżerów jest Walter Harvey – magnat przemysłu czekolady. Na jego zlecenie zawodniczek szuka łowca talentów Ernie Capadino. Eliminacje mają odbyć się w Chicago. Drużynę pań ma poprowadzić Jimmy Dugan – kiedyś obiecujący baseballista, obecnie częściej zaglądający do kieliszka.

## Główne role
- Tom Hanks – Jimmy Dugan
- Geena Davis – Dottie Hinson
- Madonna – Mae Mordabito
- Lori Petty – Kit Keller
- Jon Lovitz – Ernie Capadino
- David Strathairn – Ira Lowenstein
- Garry Marshall – Walter Harvey
- Bill Pullman – Bob Hinson
- Megan Cavanagh – Marla Hooch
- Rosie O’Donnell – Doris Murphy
- Tracy Reiner – Betty 'Betty Spaghetti' Horn
- Bitty Schram – Evelyn Gardner
- Don S. Davis – Charlie Collins
- Renée Coleman – Alice Gaspers
- Ann Cusack – Shirley Baker

## Nagrody i nominacje
Złote Globy 1992
- Najlepsza aktorka w komedii lub musicalu – Geena Davis (nominacja)
- Najlepsza piosenka – „This Used to Be My Playground” – Madonna, Shep Pettibone (nominacja)